# امحسوة

تعديل مصدري - تعديل

امحسوه هي إحدى قرى عزلة سرار بمديرية سرار التابعة لمحافظة أبين، بلغ تعداد سكانها 19 نسمة حسب تعداد اليمن لعام 2004.